# Estadio Municipal de Pérez Zeledón
El Estadio Municipal de Pérez Zeledón (anteriormente denominado Estadio Municipal Otto Ureña Fallas) es un estadio de fútbol. Está ubicado en la ciudad de San Isidro de El General, cantón de Pérez Zeledón, San José, Costa Rica. El estadio fue inaugurado en 1953.
El estadio ha sido remodelado constantemente ahora su capacidad es de 3259 personas y su nueva gramilla es de césped sintético. El inmueble es propiedad de la Municipalidad de Pérez Zeledón.
Es la sede de local del equipo Municipal Pérez Zeledón que milita en la Primera División de Costa Rica. En su momento, también fue la sede del club AS Puma Generaleña, que participa en la Segunda División. También alberga partidos de equipos de la tercera división, así como el fútbol femenino de Costa Rica. 
En julio de 2014, surgió la iniciativa para re-nombrarlo como Estadio Municipal Keylor Navas Gamboa, en homenaje al destacado guardameta originario del cantón. Sin embargo, el proyecto no pudo ser llevado a cabo por aspectos legales.

### Remodelación de su gramilla.
Para el mes de marzo de 2019 se finalizaron los trabajos de diseño y construcción de su nueva cancha sintética, trabajos que incluyeron movimientos de tierra, corrección de desnivel en el terreno, construcción de drenajes, la base con medición milimétrica y piedra, colocación del “Shock Pad” (Sistema de absorción de impactos), la colocación de césped de última generación y finalmente la marcación de la cancha y aplicación de rellenos de arena y caucho granulado.
Este escenario deportivo es el primero en Costa Rica que cuenta con sistema de riego para gramas artificiales, como parte de las nuevas mejoras para canchas sintéticas a nivel mundial con la finalidad de que aumenten sus prestaciones y ventajas.
La cancha tiene una medida total de 7.313 m² y sus dimensiones oficiales actuales son de 98 x 66 metros.